# Siergiej Izotow
Siergiej Pietrowicz Izotow (ros. Сергей Петрович Изотов, ur. 17 czerwca?/30 czerwca 1917 w Synelnykowem, zm. 6 maja 1983 w Leningradzie) – był radzieckim inżynierem i konstruktorem silników lotniczych.

## Życiorys
Urodził się w rosyjskiej rodzinie robotniczej. W 1934 skończył technikum, w 1935 podjął studia w Zaporoskim Instytucie Industrialnym, skąd w 1937 przeniósł się do Leningradzkiego Instytutu Politechnicznego, który ukończył w styczniu 1941. Od 1939 należał do WKP(b), od 1941 pracował w fabryce nr 451 jako inżynier-konstruktor w biurze konstruktorskim Klimowa, które w listopadzie 1941 zostało ewakuowane do Ufy. Pracował nad konstrukcją silników dla lotnictwa frontowego, m.in. Jakowlewów, Ławoczkinów i Petlakowów. W 1946 zaczął pracować w nowo powstałym Doświadczalnym Biurze Konstruktorskim OKB-117 jako zastępca głównego konstruktora (kierownikiem biura był Klimow). Odegrał ważną rolę w opracowaniu silnika lotniczego RD-10 montowanego w samolotach Jak-15 i Jak-17, WK-1 dla samolotów MiG-16bis, MiG-17, Su-15, Jak-50, Ła-200, Ił-28, Tu-82 i Tu-14 oraz silników WK-3 i WK-5. Gdy w 1960 Klimow zakończył pracę, Izotow został jego następcą jako główny konstruktor OKB-117 i dyrektor państwowej fabryki maszyn nr 117 (nazwanej w 1963 imieniem Klimowa), opracowując m.in. silniki dla helikopterów Mil, w 1980 objął funkcję generalnego konstruktora Leningradzkiego Zjednoczenia Naukowo-Badawczego im. Klimowa. W 1968 został doktorem nauk technicznych.

## Odznaczenia i nagrody
- Medal Sierp i Młot Bohatera Pracy Socjalistycznej (29 sierpnia 1969)
- Order Lenina (29 sierpnia 1969)
- Order Czerwonego Sztandaru Pracy (12 lipca 1957)
- Nagroda Leninowska (1976)
- Nagroda Stalinowska (1949)
- Nagroda Państwowa ZSRR (1971)

I inne.